# Дом д’Амбуаз
Дом д’Амбуаз (фр. Maison d’Amboise) — французский аристократический род, представители которого были сирами Амбуаза в XI—XV веках.

## История
Первый известный представитель рода — некий Гуго, в конце X века получивший в лен от своего сеньора, графа Анжуйского, замок Лаварден. Сын Гуго, сенешаль графа Фулька Нерра Лизуа де Базож, в первой половине XI века приобрёл путём брака замок Амбуаз, контролировавший важный брод на Луаре, и стал первым сиром д’Амбуаз. Начиная с 1050 года сиры из этого семейства были вассалами графов Блуа.
В 1434 году Амбуаз был конфискован после того, как его владелец сир Луи оказался замешанным в заговоре против королевского фаворита Жоржа де Ла Тремуя. Позже тот же Луи унаследовал виконтство Туар, но умер, не оставив сыновей (1469 год). Вместе с рукой его дочери Туар отошёл к Ла Тремуйлям.
Дольше просуществовала младшая линия Амбуазов, владевшая Шомоном, но и её представители потеряли свои родовые владения из-за конфликта с королевской властью: Пьер д’Амбуаз был участником «Лиги всеобщего блага». Особенностью этой ветви семьи было наличие ряда высокопоставленных духовных особ, среди которых были кардиналы Жорж Амбуаз и Жорж II Амбуаз. Её последний представитель (из особ мирского звания) погиб в 1525 году при Павии.

## Список сиров д’Амбуаз
Старшая линия
- Лизуа де Базож
- Сульпис I д’Амбуаз[фр.] (умер примерно в 1081)
- Гуго I (умер в 1129/1130)
- Сульпис II (умер в 1153)
- Гуго II (умер в 1190/1194)
- Сульпис III (умер в 1218)
- Гуго III (умер в до 1228)
- Маго (сестра последнего, умерла в 1256), дама д’Амбуаз, графиня Шартрская; её мужья:
  - (1221) Ришар, виконт де Бомон-сюр-Сарт, сир д’Амбуаз (умер в 1242)
  - (1235) Жан II, граф Суассона и Шартра, сир д’Амбуаз (умер в 1270/1272)

Младшая линия
- Жан I (умер в 1274), сын Гуго, брата Сульписа III
- Жан II (умер до 1304)
- Пьер I (умер до 1322)
- Ингельгер I (умер до 1373)
- Пьер II (умер в 1418/1422), сир д’Амбуаз, виконт де Туар, граф де Бенон (с 1397 года)
- Ингельгер II (умер до 1410), брат Пьера II
- Людовик (умер в 1469), сир д’Амбуаз, виконт де Туар, граф де Бенон
  - Франсуаза (1427—1485), жена Пьера Бретонского
  - Перронелла (умерла в 1463), жена Гийома д’Аркура, графа Танкарвиля
  - Маргарита (умерла в 1475), жена Людовика I де Ла Тремуйля, графа де Гин, виконта де Туар.